# 안토니누스 역병

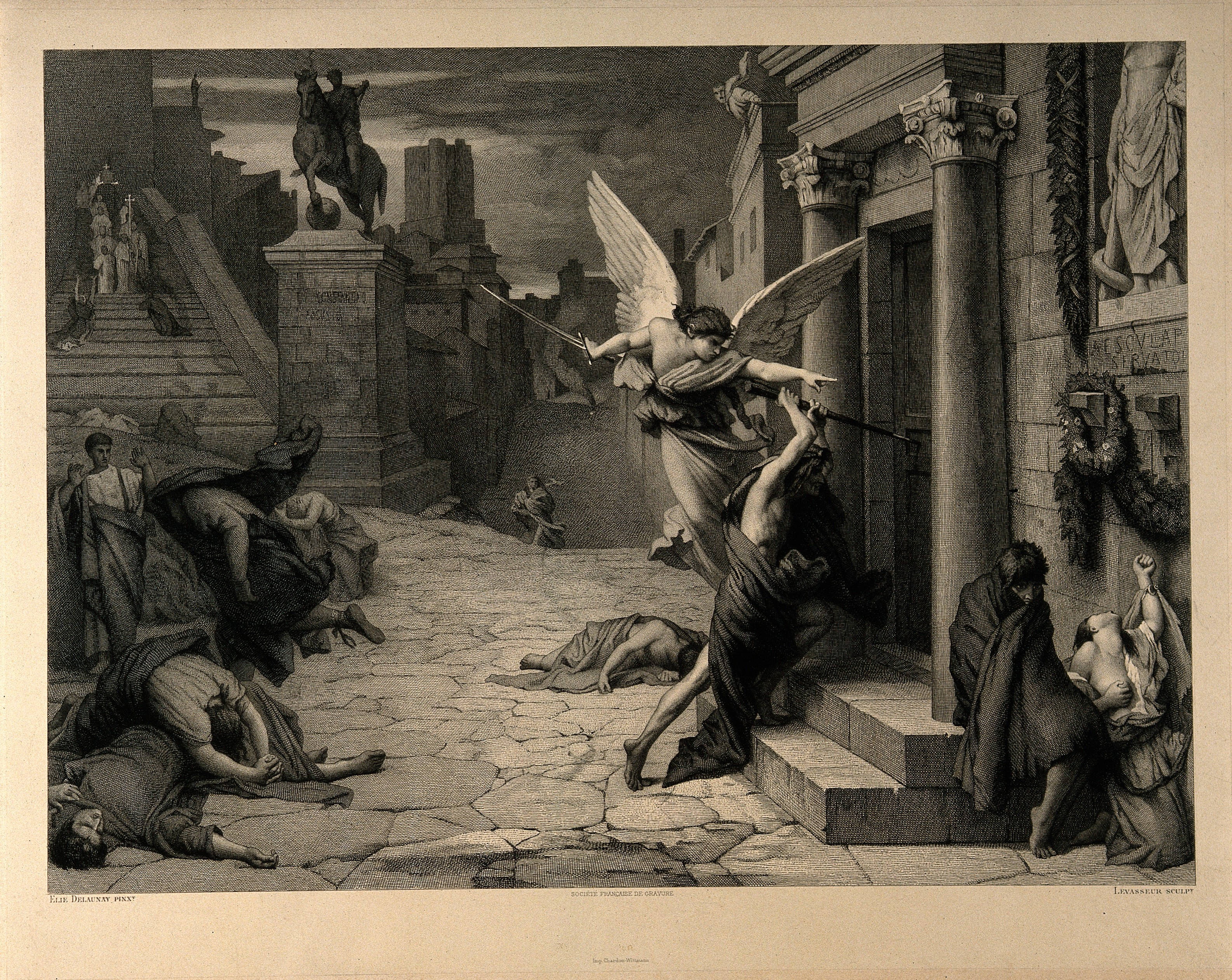
죽음의 천사가 안토니누스 역병 중에 문을 치고 들어가는 장면

안토니누스 역병(영어: The Antonine Plague)은 165년에서 180년 사이에 발생한 전염병이다. 갈렌의 전염병(Plague of Galen)이라고도 부르는데, 로마 제국에 거주하던 그리스 의사이자 작가인 갈렌이 이를 기술했기 때문이다. 로마 군대가 로마-파르티아 전쟁 중에 로마 전역에 복귀한 군인들로 인해 로마 전역에 전염병이 퍼지게 되었다. 학자들은 천연두 혹은 홍역으로 생각하고 있지만, 실제 원인은 완전히 규명되지 않았다.

## 용어 유래

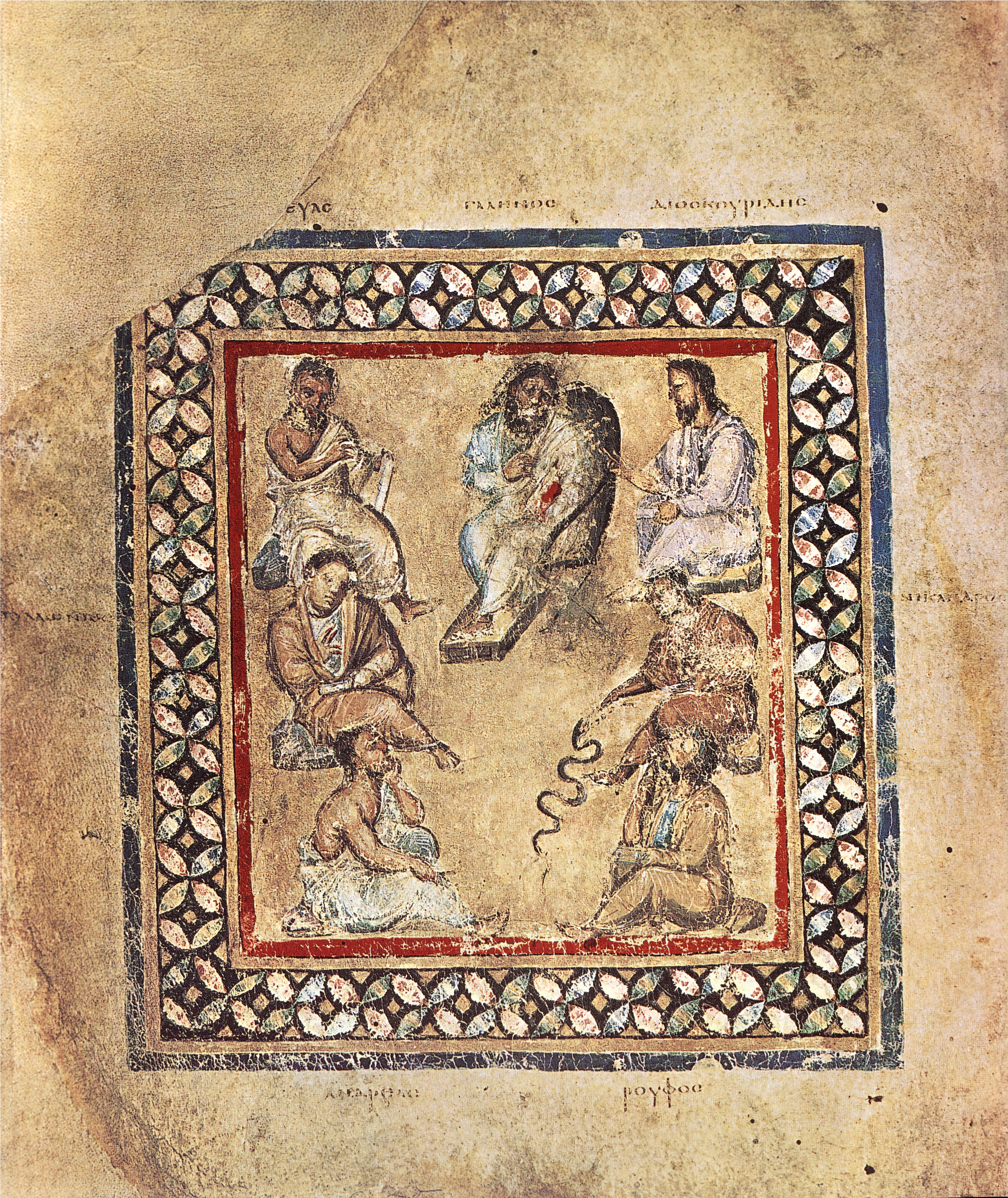
중앙 상단이 안토니누스 역병을 진단한 갈렌이다.

안토니누스 역병은 로마 황제인 마르쿠스 아우렐리우스 안토니누스(Marcus Aurelius Antoninus)의 이름에서 유래되었다. 안토니누스는 루키우스 베루스와 공동 황제로 있었는데, 루키우스 베루스가 전염병 주의보를 내렸다가, 169년 사망하였다. 대표적인 황제인 안토니누스의 이름을 따서 안토니누스 역병이라고 하게 되었다.

## 전염병 확산과 영향
고대의 소식통에 의하면, 안토니누스 역병이 로마의 킬리키아 공성전 기간인 165-166년 겨울에 처음으로 등장했다고 한다. 전염병이 갈리아와 라인강을 따라 군단으로 퍼졌고, 많은 사람들이 로마 제국 전역에서 사망했다고 한다.
로마 역사가 디오 카시우스(155-235)에 의하면, 이 병은 9년 후에 다시 감염이 진행되었다. 로마에서만 하루에 2,000명이 사망했으며, 이는 확진자의 4분의 1(25%)에 해당하는 수치이다. 총 사망자는 5백만 명으로 추산되었다. 일부 지역에서는 인구 3분의 1이 사망했으며, 로마 군대를 황폐화시켰다.
오스트레일리아 중국학자인 라프 데 크리스피니는 166년 전 중국 동부 기록에서 전염병에 대한 기록 때문에 전염병이 한족 동부에서 발생했을 것으로 추정하고 있다.
이 전염병은 로마 문화와 문학에 영향을 미쳤으며 인도양의 인도-로마 무역 관계에 심각한 영향을 미쳤을 것으로 추정한다.

## 전염병에 대한 추측
갈렌은 자신의 저술에서 전염병을 관찰한 내용과 그 설명을 간단히 기록해 놓았다. 그는 전염병을 "장기에 걸친 엄청난 질병"으로 묘사했다. 그는 열, 설사 및 인두염, 피부 질환 및 질병 중 9일째 날에 나타나는 건조함, 그리고 농양이 있는 모습에 대하여 언급했다. 이 질병에 대한 정보로 현재 학자들은 천연두로 대부분 진단하고 있다.
역사가 윌리엄 맥닐은 안토니우스 역병과 후기 키프로스 역병(250-270)이 천연두와 홍역 중 하나라고 주장했다. 이 재앙들로 인한 유럽의 대규모 감염이 일어난 사건을 보고, 사람들이 이전에 이 질병들에 한 번도 노출되지 않았던 질병이라고 주장하였다.